# Суханов, Алексей Степанович
Алексе́й Степа́нович Суха́нов (23 февраля 1866, Тобольск — после октября 1919) — русский писатель, журналист и драматург, народный социалист, трудовик, делегат Всероссийского учредительного собрания, депутат IV Думы.

## Биография

### Ранние годы и ссылка
Алексей Суханов родился 23 февраля 1866 года (по другим данным — в 1865 году) в Тобольске в семье купца и домовладельца Степана Суханова, происходившего из мещан Сургута. Был брат Павел. Алексей учился в Тобольской мужской гимназии, но не закончил обучение в ней, уйдя после 5-го класса. Затем он был вольнослушателем Томского Императорского университета, но только один год.

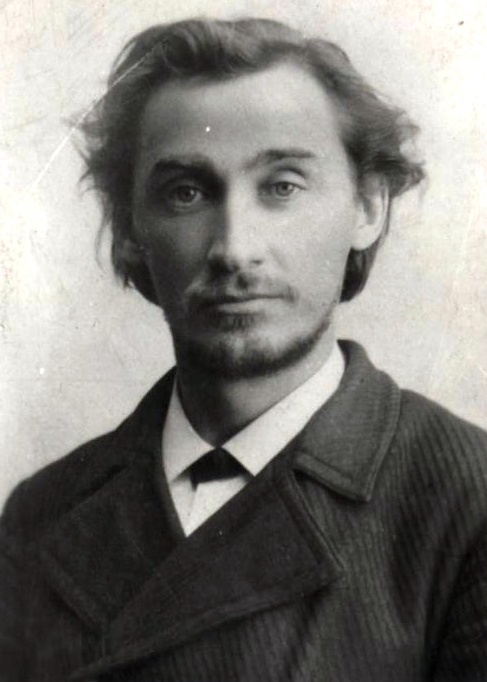
Алексей Суханов

В 1886 году Суханов на свои собственные средства открыл первую в Тобольске публичную библиотеку (с читальным залом) и книжный магазин при ней. Вскоре библиотека была закрыта за «вредное» направление.
В 1891—1918 годах состоял действительным членом Тобольского губернского музея.
В 1893 году по его инициативе была открыта Тобольская женская воскресная школа. Взял на себя ведение хозяйственной части школы.
В 1893—1906 годах Алексей Суханов избирался гласным Тобольской городской думы и несколько лет состоял членом городской управы, в которой занимал должность казначея. В 1896—1900 годах он был редактором тобольской газеты «Сибирский листок» (приобрёл газету в 1896 году). Кроме того он сотрудничал с местными периодическими изданиями («Сибирская Газета», «Екатеринбургская Неделя», «Степной Край», «Сибирские Вопросы» и другими), где регулярно публиковал свои рассказы и корреспонденции. Суханов являлся инициатором постройки в Тобольске «Народного дома».
В 1898 году своими энергичными трудами учредил в Тобольске народный театр. Собрал от разных лиц пожертвований на 3000 рублей.
В декабре 1898 года комитет Тюменского отдела «Тобольского общества трезвости» выразил свою благодарность А. С. Суханову за бесплатную высылку своей газеты «Сибирский листок» в библиотеку общества трезвости.
В субботу 29 апреля 1900 года у мирового судьи города Тобольска разбирались два дела по обвинению редактора «Сибирского листка» А. С. Суханова А. Е. Дементьевым и Н. И. Беседных в клевете. Поводом к обвинению послужила заметка в Тюменской хронике № 67 «Сибирского листка» 1899 года о деле Решетниковой. Суханов по обоим делам был оправдан.
20 января 1906 года по указу Тобольского губернатора отстранён от занимаемой должности члена Тобольской городской управы, на основании п. 19, ст. 19 Правил о местностях, объявленных на военном положении.
В 1906 году Алексей Степанович был привлечён к суду за «публикацию сочинений, возбуждающих к неповиновению, ниспровержению существующего строя или учинению иного бунтовского деяния» (ст. 129 Уголовного Уложения) и выслан в Берёзов. Это обвинение сделало невозможным его участие в избирательных кампаниях как во II-ую, так и в III-ю Государственные думы.
В апреле 1906 года на заседании Тобольской городской думы было рассмотрено ходатайство Суханова о выдаче ему жалования за время устранения его от должности. Административная ссылка не влекла за собой лишения имущественных прав, а потому было предложено выдать пособие в размере половинного жалования за это время, что составило немного более 100 рублей. Материальное положение братьев Сухановых было крайне не завидное. Алексей Степанович вдов, сын учился в 1 классе гимназии, у Павла Степановича больная жена и двое малолетних детей и затем старуха мать лет восьмидесяти. От библиотеки доходы не значительны, дома приносили доход, но большая часть его шла на проценты в банк по залогу. Срок пребывания братьям Сухановым на севере Тобольской губернии определён в 5 лет.
12 июля 1908 года в субботу в Тобольском окружном суде разбиралось при закрытых дверях два политических дела М. С. Ершова и А. С. Суханова. Оба дела закончились оправданием.

### Политическая карьера

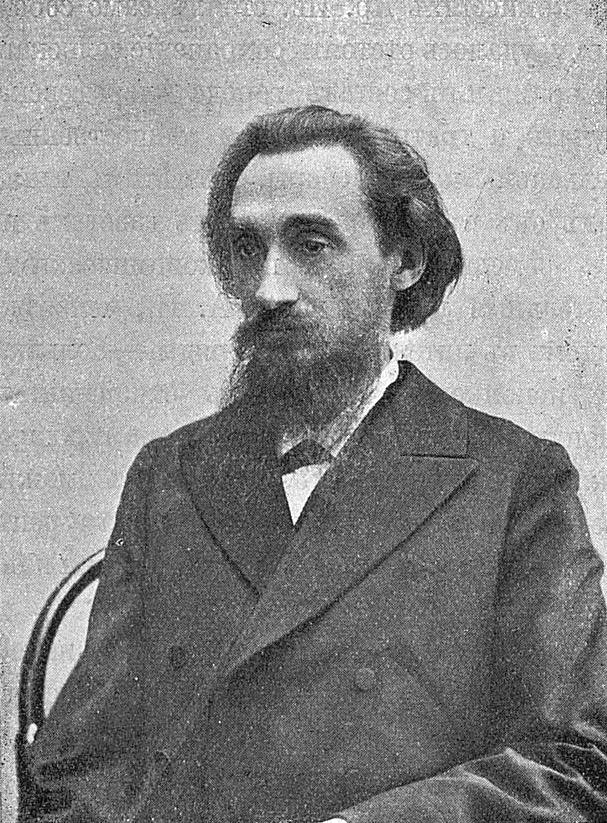
А.С. Суханов

После оправдания в суде, Суханов принял участие в выборах в IV-ю Думу. 26 сентября 1912 года он стал выборщиком по I-ой городской курии для участия в губернском избирательном собрании. И уже в октябре Алексей Суханов стал депутатом IV-ой Государственной думы от Тобольской губернии (вместе с Владимиром Дзюбинским и Михаилом Рысевым). В парламенте он примкнул к Трудовой группе (фракции трудовиков). Кроме того, он являлся членом Сибирской парламентской группы. В Думе Суханов был членом целого ряда комиссий: по местному самоуправлению, по народному образованию, по городским делам, для выработки законопроекта о печати, о преобразовании полиции в империи, о народном здравии, по делам православной церкви, по борьбе с немецким засильем. 20 февраля 1906 года он был «устранён на 15 заседаний» на основании статьи 38-й Учреждения Государственной думы.

Доношу Вашему Превосходительству, на предписание от 15 октября 1912 года за № 861, что избранный членом Государственной Думы Тобольский мещанин Алексей Степанович Суханов постоянно проживает в городе Тобольске, занимается книжной торговлей более 25 лет. В настоящее время состоит гласным Городской Думы. В 1905 году Суханов являлся устроителем митингов и противоправительственных манифестаций. Некоторое время, в том же году, находился в высылке в Сургутском уезде. Ныне Суханов ведёт себя сдержанно, к политическим партиям не принадлежит, но изредка в разговоре прорываются выражения, дающие возможность заключить, что он левого направления. На окружающих малодушных людей Суханов имеет влияние, прививая им свои взгляды. Пред выборами и во время таковых Суханов особенно суетился, организовывал предвыборные собрания и несомненно вёл агитацию через других выборщиков за самого же себя. Суханов имеет в городе Тобольске четыре дома и в Карачинской волости участок земли около 10 десятин, совместно с братом. Как общественного деятеля Суханова следует признать человеком энергичным.
— Из рапорта Тобольского полицмейстера Тобольскому губернатору. 26 октября 1912

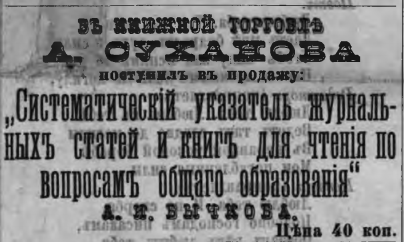
Реклама книжной торговли А. С. Суханова. 1905

В 1916 году Суханов принял решение подарить свое собрание книг Обществу внешкольного образования. После Февральской революции Алексей Суханов выполнял поручения Временного комитета Государственной думы (ВКГД): он объехал 6 городов родной губернии, присутствовал на ряде крестьянских съездов, выступал с речами.
2 мая 1917 года присутствовал на открытом заседании Тарской городской думы.
В конце 1917 года Суханов был избран депутатом Учредительного собрания по Тобольскому избирательному округу, но уже как народный социалист (список № 3 — народные социалисты и Крестьянский союз). Стал участником единственного официального заседания Собрания от 5 января 1918 года. Кроме того в этот период Алексей Степанович являлся Тобольским губернским комиссаром (с 9 марта 1917 года).
По возвращении в родной Тобольск, Суханов издавал газету «Тобольское народное слово». 23 марта 1918 года был избран председателем Союза служащих Тобольского губернского земства, где под своим председательством провёл четвёртое общее собрание. Он покинул город в октябре 1919 года вместе с отступающими белыми частями. Дальнейшая его судьба неизвестна.
Имел псевдонимы: С. Алексеев, Алексеев, Степан, О. И. О., О. И. П—ки, Пошехонский летописец, Сибирский пошехонец, Туземец.

## Семья
Брат: Павел.
Был женат, овдовел к 1912 году. Имел сына Александра. (в 1918 году будет избран в XV отдел Тобольской губернской земской управы экспедитором редакции газеты «Сибирская земская деревня»).

## Произведения и статьи
- «Свершилось!» (Письмо депутата) // Вятская речь, 12 марта 1917 года[3].
- Союз «Обломки старого режима» (Письмо Пошехонца) // Сибирский листок. № 91. 20 ноября 1905 год. Тобольск
- Фельетон «Пошехонский вестник». Общественный орган, умеренно-либеральный и крайне благонамеренный. Выходит смотря по обстоятельствам // Сибирский листок. № 95. 4 декабря 1905 год. Тобольск, Сибирский листок. № 98. 15 декабря 1905 год. Тобольск
- Маленький фельетон. Письма Пошехонца // Сибирский листок. № 100. 22 декабря 1905 год. Тобольск
- Обращение члена Думы // Сибирская торговая газета. № 248. 13 ноября 1912 года. Тюмень

## Память
- Его имя носит центральная городская библиотека в городе Тобольске[19]